# الغواصة الألمانية يو-1000
غواصة يو-1000 غواصة يو بوت ألمانية من الفئة السابعة سي/41 بنيت لسلاح بحرية ألمانيا النازية كريغسمارينه، في أحواض بلوم+فوس في هامبروغ خلال الحرب العالمية الثانية.
اكتمل بنائها بهامبورغ في نوفمبر عام 1943، وبعد إجراء تجارب تم نقلها إلى إجيرسوند في النرويج في يونيو عام 1944. ومن هناك أجرت دوريتها الحربية الوحيدة في المياه قبالة النرويج، في بحر الشمال وفي اتجاه الدائرة القطبية الشمالية، لكنها لم تجد أي سفن من سفن العدو لاستهدافها لذلك عادت إلى بيرغن دون إطلاق رصاصة واحدة. لكنها تمكنت من أنتشال طيارين نرويجيين يخدمون في سلاح الجو الملكي البريطاني حيث دمرت الغواصة يو-804 طائرتهم من طراز دي هافيلاند موسكيتو قبل يومين من إنقاذهما من عرض البحر. في 25 أغسطس 1944، عندما مرّت في مدينة بيلاو بشرق بروسيا في طريقها إلى ريفال، ضربت لغمًا بحريًا وضعته القوات الجوية الملكية.